# Alstead (Nuevo Hampshire)
Alstead es un pueblo ubicado en el condado de Cheshire en el estado estadounidense de Nuevo Hampshire. En el Censo de 2010 tenía una población de 1.937 habitantes y una densidad poblacional de 19,01 personas por km².

## Geografía
Alstead se encuentra ubicado en las coordenadas 43°5′30″N 72°18′37″O / 43.09167, -72.31028. Según la Oficina del Censo de los Estados Unidos, Alstead tiene una superficie total de 101.92 km², de la cual 100.44 km² corresponden a tierra firme y (1.45%) 1.47 km² es agua.

## Demografía
Según el censo de 2010, había 1.937 personas residiendo en Alstead. La densidad de población era de 19,01 hab./km². De los 1.937 habitantes, Alstead estaba compuesto por el 97.57% blancos, el 0.1% eran afroamericanos, el 0.57% eran amerindios, el 0.31% eran asiáticos, el 0% eran isleños del Pacífico, el 0.05% eran de otras razas y el 1.39% pertenecían a dos o más razas. Del total de la población el 0.83% eran hispanos o latinos de cualquier raza.

## Personas destacadas
- John G. Shedd (1850-1926) filántropo estadounidense.